# Славянка (Костанайская область)
Славянка (каз. Славянка) — упразднённое село в Карабалыкском районе Костанайской области Казахстана. Входило в состав Есенкольского сельского округа. Исключено из учётных данных в 2017 г. Код КАТО — 395039300.

## География
Находилось примерно в 77 км к югу от районного центра, посёлка Карабалык.

## Население
В 1999 году население села составляло 189 человек (93 мужчины и 96 женщин). По данным переписи 2009 года, в селе проживало 47 человек (23 мужчины и 24 женщины).